# 광화문통 아이
"광화문통 아이"는 1977년에 개봉한 대한민국의 영화이다.

## 캐스팅
- 김효원
- 정영숙
- 김영란
- 문오장
- 송미남
- 강민호
- 김진규
- 선우용여
- 박근형
- 함경희
- 김기석